# Lykke Li
Li Lykke Timotej Svensson Zachrisson (n. 18 martie 1986, Ystad), cunoscută ca Lykke Li, este o cântăreață suedeză de indie pop, pop alternativ și muzică electronică. Ea și-a câștigat faima datorită piesei I Follow Rivers.

## Biografie

### Anii copilăriei și primele activități muzicale (1986 — 2006)
Lykke Zachrisson s-a născut la data de 18 martie 1986 în orașul suedez de provincie Ystad. Ea este unul dintre cei trei copii ai cuplului Johan Zachrisson, un cântăreț de muzică jazz și Kersti Stiege, o fotografă ce a lucrat în tinerețe ca și compozitoare. Lykke Li a copilărit alături de familia sa (completată de o soră mai mare Zara Lou, un frate mai mic Zacharias și două surori adoptive provenite din Tibet) în orașe din Portugalia, Maroc, Nepal și India.

## Discografie
Albume
- Youth Novels (2008)
- Wounded Rhymes (2011)
- I Never Learn (2014)
- so sad so sexy (2018)

## Premii și nominalizări
| An   | Beneficiar | Premiu                                                                      | Rezultat     |
| ---- | ---------- | --------------------------------------------------------------------------- | ------------ |
| 2009 | Lykke Li   | 2009 Meteor Music Award for Best International Female                       | Nominalizare |
| 2009 | Lykke Li   | Studio8's Female Voice of February 2009                                     | Câștigat     |
| 2012 | Lykke Li   | Swedish Grammy Awards – Best Artist                                         | Câștigat     |
| 2012 | Lykke Li   | Swedish Grammy Awards – Best Album (Wounded Rhymes)                         | Câștigat     |
| 2012 | Lykke Li   | European Festivals Awards – Festival Anthem of the Year ("I Follow Rivers") | Câștigat     |